# Pachyloides sicarius
Pachyloides sicarius is een hooiwagen uit de familie Gonyleptidae.